# Great Kelk
Great Kelk är en by i civil parish Kelk, i distriktet East Riding of Yorkshire, i grevskapet East Riding of Yorkshire, i England. Byn är belägen 8 km från Driffield. Great Kelk var en civil parish 1866–1935 när blev den en del av Kelk. Civil parish hade 117 invånare år 1931. Byn nämndes i Domedagsboken (Domesday Book) år 1086, och kallades då Chelc(he).